# 河西街道 (怀化市)
河西街道，是中华人民共和国湖南省怀化市鹤城区下辖的一个乡镇级行政单位。

## 行政区划
河西街道下辖以下地区：
新园社区、舞阳社区、凤坪村、李公湾村、溪坪村、花背村、坳背村、板坡村、方石坪村、白岩村和黄家山村。